# Navteq
Navteq是一家位于美国芝加哥的地理信息系统数据和电子导航地图提供商。该公司于2007-2008年被诺基亚收购，并于2011年完全并入诺基亚，之後成为Here下屬的一個部门。2016年，Navteq跟隨Here一同被德国汽车制造商财团收購。